# (12059) du Châtelet
(12059) du Châtelet est un astéroïde de la ceinture principale.

## Description
(12059) du Châtelet est un astéroïde de la ceinture principale. Il fut découvert le 1er mars 1998 à La Silla par Eric Walter Elst. Il présente une orbite caractérisée par un demi-grand axe de 2,54 UA, une excentricité de 0,18 et une inclinaison de 4,1° par rapport à l'écliptique.
Il fut nommé en l'honneur de la mathématicienne française Émilie du Châtelet (1706-1749), également femme de lettres et physicienne. Elle est notable pour la traduction en français des Principia Mathematica de Newton qui fait encore autorité aujourd'hui. Voltaire, avec qui elle entretint une liaison de quinze ans, l'encouragea à poursuivre ses recherches scientifiques.

## Compléments